# میرزا خان
میرزا خان (انگلیسی: Mirza Khan; ۱۵ دسامبر ۱۹۲۴ – ۲۶ ژانویهٔ ۲۰۲۲) دونده دو با مانع اهل پاکستان بود.